# Антони Лопес
Антони Лопес (порт. Anthony Lopes; Живор, 1. октобар 1990) професионални је португалски фудбалер који игра на позицији голмана.

## Клупска каријера
Лопес је рођен у градићу Живор у департману Рона, централна француска. Са свега девет година почео је да тренира фудбал у школи фудбала Олимпик Лиона где је успешно прошао кроз све узрасне категорије клуба. Први сениорски наступ у дресу Олимпика остварио је 31. октобра 2012. у утакмици француског Лига купа против Нице, а највећи део те дебитантске професионалне сезоне ипак је провео играјући за резервни састав Олимпика. 
Већ од наредне сезоне Лопес постаје први голман Лиона.

## Репрезентативна каријера
Иако рођен у Француској, Лопес је одлучио да игра за Португалију, земљу својих родитеља. Играо је за све млађе репрезентативне селекције Португала
За сениорску репрезентацију Португалије дебитова је 31. марта 2015. у пријатељској утакмици против Зеленортских Острва, играној у Есторилу.
Селектор Фернандо Сантос уврстио га је на списак репрезентативаца за Европско првенство 2016. у Француској. Португалци су на том првенству освојили историјску прву титулу континенталног првака, а сам Лопес није одиграо ни једну утакмицу на првенству пошто је био замена за првог голмана тима Руија Патрисија. Такође је био у саставу репрезентације и на Светском првенству 2018. у Русији, али ни на том турниру није одиграо ни једну утакмицу.

## Успеси и признања
Португалија
- Европско првенство:  2016.